# Roberto Heras Hernández
Roberto Heras (nascut l'1 de febrer del 1974 a Béjar) és un ciclista espanyol que fou professional entre el 1995 i el 2005. Ciclista de grans voltes, les seves victòries més destacades són la Volta a Espanya de 2000, 2003, 2004 i 2005 i la Volta a Catalunya de 2002.
L'any 2005, va perdre el títol de guanyador de la Volta a Espanya per culpa d'un cas de dopatge amb un positiu d'EPO on va rebre també dos anys de sanció. El desembre de 2012, el Tribunal Suprem va anul·lar la sanció, i Heras va recuperar la Volta.
Un cop retirat, ha participat en la Titan Desert, que ha guanyat 4 cops.

## Palmarès
- 1997
  - 1r a la Pujada al Naranco
  - Vencedor d'una etapa de la Volta a Espanya
- 1998
  - 1r al Gran Premi de Primavera
  - Vencedor d'una etapa de la Volta a Espanya
- 1999
  - 1r al Gran Premi de Primavera
  - Vencedor d'una etapa del Giro d'Itàlia
  - Vencedor d'una etapa de la Volta a Catalunya
- 2000
  -  1r a la Volta a Espanya, vencedor de 2 etapes i 1r de la classificació per punts
- 2002
  -  1r a la Volta a Catalunya
  - Vencedor de 2 etapes de la Volta a Espanya.
- 2003
  -  1r a la Volta a Espanya, vencedor d'una etapa
- 2004
  -  1r a la Volta a Espanya, vencedor d'una etapa
  - 1r a la Euskal Bizikleta
- 2005
  -  1r a la Volta a Espanya, vencedor de 2 etapes

### Resultats al Tour de França
- 2000. 5è de la classificació general
- 2001. 15è de la classificació general
- 2002. 9è de la classificació general
- 2003. 34è de la classificació general
- 2004. Abandona
- 2005. 45è de la classificació general

### Resultats a la Volta a Espanya
- 1997. 5è de la classificació general. Vencedor d'una etapa
- 1998. 6è de la classificació general. Vencedor d'una etapa
- 1999. 3r de la classificació general
- 2000. 1r de la classificació general. Vencedor de 2 etapes. 1r de la classificació per punts
- 2001. 3r de la classificació general
- 2002. 2n de la classificació general. Vencedor de 2 etapes. 1r de la Classificació de la combinada
- 2003. 1r de la classificació general. Vencedor d'una etapa
- 2004. 1r de la classificació general. Vencedor d'una etapa. 1r de la Classificació de la combinada
- 2005. 1r de la classificació general. Vencedor de 2 etapes. 1r de la Classificació de la combinada

### Resultats al Giro d'Itàlia
- 1999. 5è de la classificació general

### Resultats d'altres esports
- 2018 Guanyador de l'Endimoniada de Badalona amb 1h15:15 (Cursa de muntanya nocturna)